# 阿爾莫多瓦
37°30′N 8°3′W / 37.500°N 8.050°W
阿爾莫多瓦（葡萄牙語：Almodôvar），是葡萄牙的城鎮，位於該國南部，由貝雅區負責管轄，始建於1285年4月17日，面積777.88平方公里，2011年人口7,449，人口密度每平方公里9.58人。